# 事実上の大使館
事実上の大使館（じじつじょうのたいしかん、英語: de facto embassy、中国語: 實質大使館）とは、正式な外交関係や通常の外交関係が存在しない国々の間において、事実上大使館の役割を果たす事務所や組織のことである。通常は、完全な外交承認を得ていない国家、地域、属領、あるいは主権が争われている領域を代表するために設置される場合が多い。場合によっては、外交特権や治外法権が認められることもある。
あるいは、二国間の外交関係が無い国の間では、 利益代表国として両国に承認されている第三国の大使館の「利益代表部」が外交的にある国を代表することがある。こうした利益代表部は、戦争などで関係が極端に悪化した際には、利益代表国の外交官によって運営される。たとえば、湾岸戦争によりイラクとアメリカが国交を断絶した際、ポーランドがアメリカの利益代表国となり、在イラクポーランド大使館内に「アメリカ合衆国利益代表部」が設置され、ポーランドの外交官がその代表を務めた。ただし、受入国の同意があれば、利益代表部は送出国の外交官によって運営されることもある。1977年から2015年にかけて、キューバ・ハバナに設置された「アメリカ合衆国利益代表部」は、形式上スイス大使館の一部とされていたが、実際にはアメリカ人外交官によって運営されていた。
受入国から国家として承認されていない国の政府や、主権国家であることを主張しない地域の政府は、ウィーン条約で定義された公式の外交的地位を持たない事務所を海外に設置することがある。例えば、台北経済文化代表処、ロンドン、アディスアベバ、ローマ、ワシントンD.C.に設置されたソマリランドの代表事務所、香港特別行政区政府の香港経済貿易代表部、そして3つの属領が「祖国」の首都ロンドンに設けているジブラルタル・ハウス、バミューダ・ハウス、フォークランド・ハウスなどが挙げられる。これらは、それぞれの地域や準国家の貿易利益を促進し、自国の市民や住民への支援を行うといった、外交使節団の一部の非外交的な機能を担っている。しかしながら、これらの事務所は正式な外交使節団ではなく、職員も外交官ではないため、外交査証は発給されず、外交特権も付与されないのが一般的である。ただし、香港のロンドンおよびトロントに設けられた事務所のように、個人的免責や租税特権などを認める立法措置が講じられている場合もある。

## 中華民国（台湾）

中華民国との外交関係
----
中華民国（台湾）
中華人民共和国
中華人民共和国のみを承認し、中華民国とは一切の外交関係を持たない国々
中華人民共和国のみを承認しているが、中華民国と非公式な関係を維持している、または相互に事実上の大使館を設置している国々、あるいは台湾関係法に相当する重要な一連の法律を制定している国々
中華民国政府のみを承認している国々

### 台湾における諸外国の代表機関
多くの国々は、中華人民共和国と正式な外交関係を維持しているが、台湾に関する商業および領事業務を取り扱うために、台北に非公式の「貿易代表部」や「代表処」を設置していることがある。これらの代表部は、しばしばビザ申請を現地で処理するのではなく、最寄りの大使館や領事館に送付する場合がある。
アメリカ合衆国は1979年に中華人民共和国を「中国」の唯一の合法的な政府として承認した際、台湾における自国の利益を維持するために「米国在台湾協会（American Institute in Taiwan）」という非政府組織を設立した。それに対し、他の国々は民間運営の機関によって台湾に代表されることが多かった。たとえば、イギリスは「英国貿易促進会（Anglo-Taiwan Trade Committee）」によって非公式に代表され、フランスも同様に「法亞貿易促進会（FATPA）」という形で台湾に代表機関を設置していた。

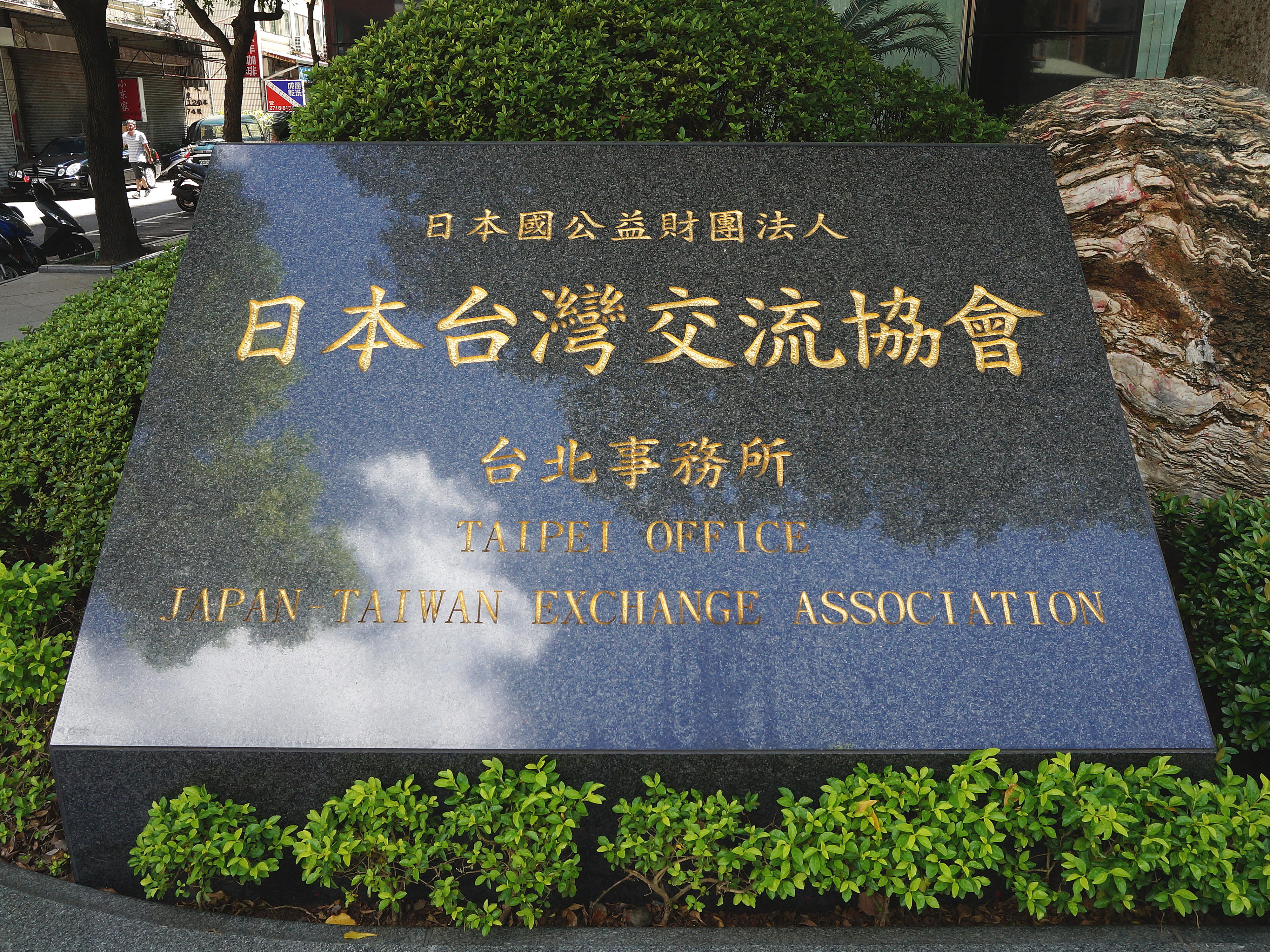
台北の日本台湾交流協会

これらは後に、それぞれ「英国貿易文化辦事処（British Trade and Cultural Office）」および「法国協会（Institut Français de Taipei）」と改称され、商工会議所や貿易部門によって運営されるのではなく、出向してきた職業外交官によって率いられるようになった。
現在、フランスは文化、領事、経済部門を備えた「法国在台協会（Bureau Français de Taipei）」を設置しており、同様に「英国在台辦事処（British Office Taipei）」や「德国在台協会（German Institute Taipei）」も、それぞれイギリスおよびドイツを代表して同様の機能を果たしている。
台湾と外交関係を断絶した他の国々も、事実上の代表機関を設置している。1972年、日本は「日本交流協会」（2017年に「日本台湾交流協会」に改称）を設立し、外務省から「休職」扱いで派遣された職員がこれを率いている。この手法は「日本方式」として知られ、1975年にはフィリピンがこれに倣い、かつての大使館に代わる「アジア交流センター（Asian Exchange Center）」を設立した。このセンターは1989年に「マニラ経済文化辦事処（Manila Economic and Cultural Office）」と改称された。
オーストラリアは1972年に台湾との正式な外交関係を終了したが、「オーストラリア商工辦事処（Australian Commerce and Industry Office）」を設立したのは1981年のことであった。この機関はオーストラリア商工会議所の管理下に置かれていた。その後、2012年に「澳洲辦事処（Australian Office in Taipei）」と改称された。一方、同じく1972年に正式な外交関係を終了したニュージーランドが台北に「紐西蘭商工辦事処（New Zealand Commerce and Industry Office）」を設立したのは1989年のことであった。
韓国は1992年に台湾との外交関係を断絶したが、1993年以降、「駐台北韓国代表部（Korean Mission in Taipei）」を設置している 南アフリカは1998年に外交関係を終了し、その後は「南非聯絡辦事処（Liaison Office of the Republic of South Africa）」によって代表されている。
インドは一貫して中華人民共和国と外交関係を維持してきたが、1995年に「インド-台北協会（India–Taipei Association）」を設立した。同協会は、領事業務および旅券発給業務を行う権限も有している。
シンガポールは台湾と緊密な関係を維持していたものの、正式な外交関係は樹立しなかった。ただし、1990年に中華人民共和国と外交関係を樹立した最後のASEAN加盟国となった 。そのため、1979年には「商務代表処（Trade Representative Office）」を台北に設置していたが、1990年にこれを「新加坡駐台北商務辦事処（Singapore Trade Office in Taipei）」へと改称した。

### 諸外国における台湾の代表機関
同様に、台湾も他国に「台北経済文化代表処」を設置しており、査証申請の処理や現地当局との関係を取り扱っている。これらの機関は、「台湾」や「中華民国」という名称ではなく、「台北」という名称を使用している。これは、「台北」という用語を用いることで、台湾が中国から分離した独立国家であることや、「二つの中国」の存在を示唆することを避け、受け入れ国側に外交上の問題を引き起こさないよう配慮したものである。

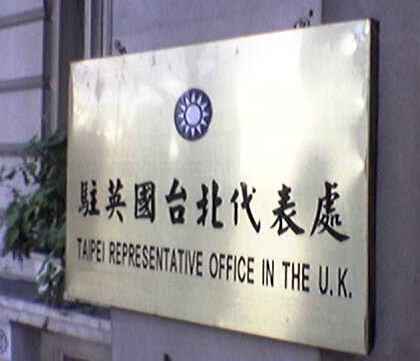
イギリス・ロンドンにある台北代表処。青天白日の徽章が描かれている

例えば、2007年にアイルランド外務大臣ダーモット・アハーンは、アイルランドが中華人民共和国政府を中国の唯一の合法政府として承認していることを確認し、ダブリンにある駐愛爾蘭台北代表処は経済及び文化振興に関する代表機能を有するものの、外交的または政治的な地位は有していないと述べた。
1990年代以前、これらの事務所の名称は国によって大きく異なっていた。例えば、アメリカ合衆国では台北の代表機関は「北美事務協調委員会（Coordination Council for North American Affairs、CCNAA）」と呼ばれており、日本では「亜東関係協会」、フィリピンでは「太平洋経済文化中心（Pacific Economic and Cultural Center）」、イギリスでは「自由中国中心（Free Chinese Centre）」という名称であった。
しかし、1992年5月に、日本の亜東関係協会は「台北経済文化代表処」と改名され、ロンドンの「自由中国中心」も同様に改名された。1994年9月、クリントン政権はワシントンのCCNAA事務所も「台北経済文化代表処」と呼ばれることを発表した。
1989年はじめ、マニラの「太平洋経済文化中心」は「駐フィリピン台北経済文化辦事処」へと改名された。また1991年には、1988年に設立されたオーストラリアのキャンベラにある「Taiwan Marketing Service」事務所も「台北経済文化代表処」となり、シドニーとメルボルンの「遠東貿易公司（Far East Trading Company）」事務所も同様に改名された。
他の場所では依然として異なる名称が使用されている。例えば、モスクワにある台湾の事務所は正式には「台北莫斯科経済文化協調委員会駐莫斯科代表処（Representative Office in Moscow for the Taipei–Moscow Economic and Cultural Coordination Commission）」と称している。ニューデリーの事務所は「駐印度台北経済文化中心（Taipei Economic and Cultural Center）」と呼ばれ、プレトリアの事務所は「駐南非共和国台北聯絡代表処（Taipei Liaison Office）」と称している。
パプアニューギニアとフィジーにおける台湾の代表機関は、それぞれ「中華民国（台湾）駐巴布亞紐幾内亞商務代表団（Trade Mission of the Republic of China (Taiwan) in Papua New Guinea）」および「中華民国（台湾）駐斐済商務代表団（Trade Mission of the Republic of China (Taiwan) to the Republic of Fiji）」と称しており、両国が中華人民共和国と外交関係を持っているにもかかわらず、この名称が使用されていた。中華人民共和国から両国への外交圧力により、それぞれ2018年、2019年に「中華民国」を冠する名称の変更を余儀なくされている。また、シンガポールにある台北代表処も1990年まで「中華民国駐新加坡共和国商務代表団」と称していた。
さらに、台湾は中華人民共和国の特別行政区である香港とマカオにも「台北経済文化弁事処」を設置している。香港においては、かつては1966年に設立された「中華旅行社（Chung Hwa Travel Service）」が台湾の代表機関であった。マカオでは、1989年に設立された「澳門台北貿易商社（Agência Comercial e de Turismo Taipei）」が代表機関であり、1999年には「台北経済文化中心」に改称された。その後、2011年5月に「中華旅行社」は「台北経済文化弁事処（香港）」に、2012年5月には「台北経済文化中心」は「台北経済文化弁事処（マカオ）」にそれぞれ改称された。
両岸関係においては、台北の海峡交流基金会と北京の海峡両岸関係協会という二つの半政府組織を通じて行われている。2012年には、両組織のトップである林中森と陳雲林が、代表機関の相互開設について協議を開始することを発表したが、具体的な時期や合意には至らなかった。2013年、馬英九総統は、中国に三つの海基会代表処を設置する計画を発表し、同時に海協会も台湾に代表処を設置することが検討された。これに対して、野党の民主進歩党は、中国側の代表処が台湾国内での情報収集の拠点として利用される可能性を懸念し、一方で中国側は、代表処が学生運動の集会場所になることへの懸念を表明した。

## 中華人民共和国の特別行政区

### 香港

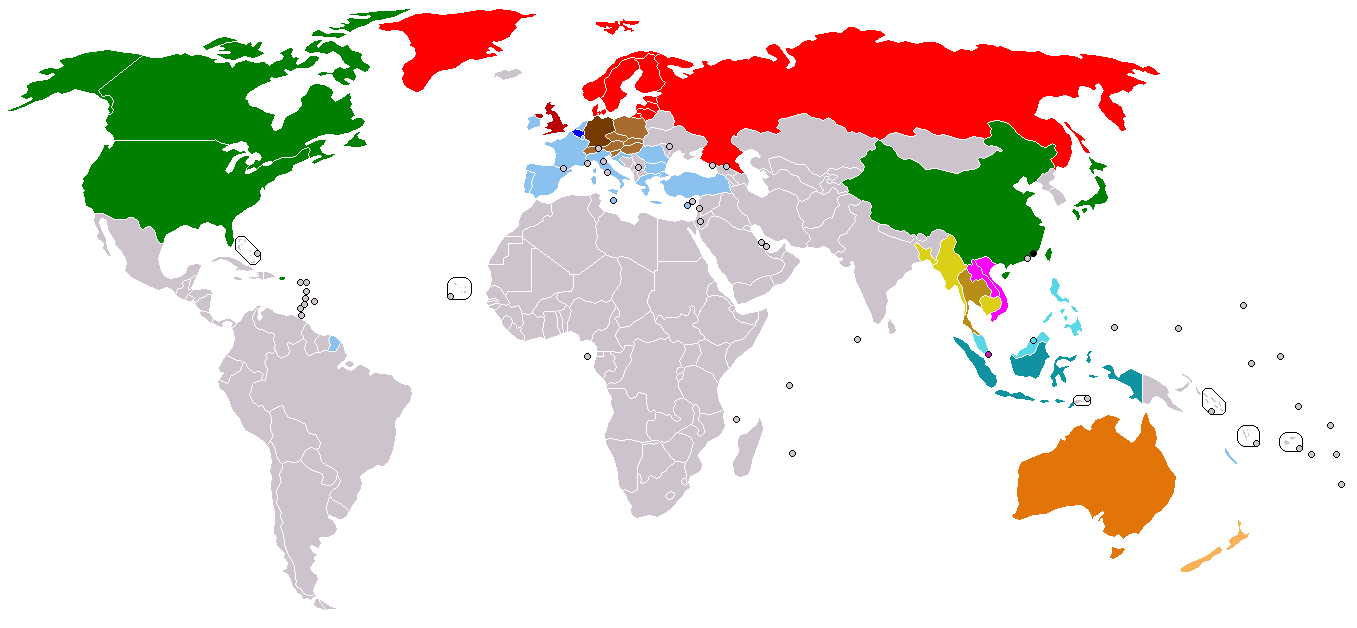
現地政府によって承認された香港経済貿易代表部の所在地：
1つ以上の代表部が所在する国家
██ 在バンコク代表部とその管轄国
██ 在ベルリン代表部とその管轄国
██ 在ブリュッセル代表部とその管轄国
██ 在ジャカルタ代表部とその管轄国
██ 在ロンドン代表部とその管轄国
██ 在シンガポール代表部とその管轄国
██ 在シドニー代表部とその管轄国

香港は中華人民共和国の特別行政区であるため、香港経済貿易代表部は、イギリス、カナダ、オーストラリアなどのホスト国が通過させた立法に基づき、外交使節団に相当する特権と免除を享受している。イギリス統治下では、これらの事務所は「香港政府駐○○辦事処（Hong Kong Government Offices）」として知られ、イギリスでは港府駐英専員（Hong Kong Commissioner in London）、オーストラリアでは香港政府駐澳洲貿易代表（Hong Kong Government Trade Representative in Australia）によって運営されていた。
同様に、香港にある外国の代表機関は、北京の大使館とは独立して機能し、直接自国の外務省に報告している。例えば、アメリカ合衆国総領事館は、総領事が「使節団長（Chief of Mission）」として国務省に報告している。
- 香港駐倫敦経済貿易辦事処
- 在香港米国総領事館
- 在香港英国総領事館

イギリス領時代、オーストラリア、バングラデシュ、カナダ、インド、マレーシア、ニュージーランド、ナイジェリア、シンガポールなどのコモンウェルス諸国は、弁務官事務所（専員公署、Commission）を設置していた。しかし、オーストラリアの弁務官事務所は1986年に総領事館に改名された。1997年の香港返還後、他の専員公署も総領事館に改名され、最後の弁務官（専員、commissioner）は総領事（consul-general）となった。

### マカオ

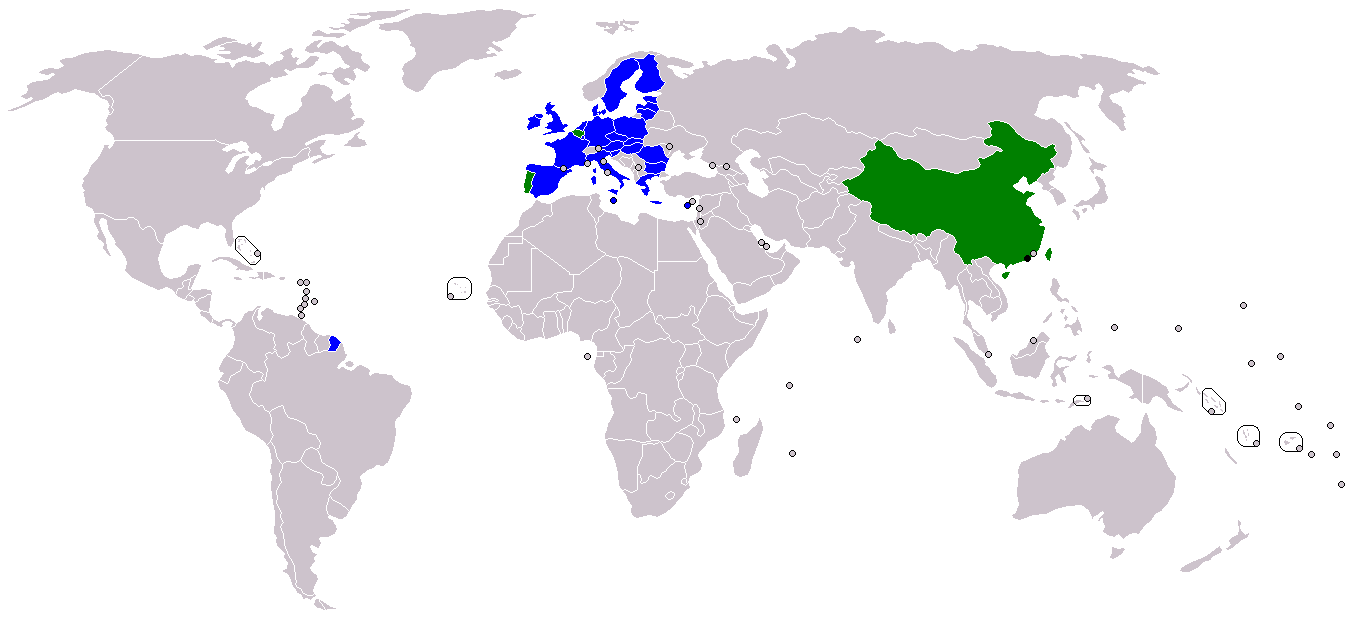
現地政府により承認された澳門経済貿易辦事処の所在地：
辦事処が所在する国
欧州連合、個別の辦事処を設置していない加盟国

マカオも特別行政区として、世界各地に経済貿易辦事処（Delegação Económica e Comercial de Macau）を設置する権利を持っており、これらの事務所はポルトガルやベルギーなどのホスト国によって制定された法律に基づき、外交使節団と同等の特権と免責を享受している。
- リスボンの澳門経済貿易辦事処
- マカオのポルトガル総領事館
- ポルトガル総領事館官邸

## 係争中の地域

### 北キプロス
1983年に独立国家として宣言された北キプロス・トルコ共和国は、トルコ以外の国々からは独立国家として認められていないため、他国では「代表事務所（Representative Office）」がこれを代表している。特にロンドン、ワシントンD.C.、ニューヨーク、ブリュッセル、イスラマバード、アブダビ、バクーなどに代表事務所が所在する。

### 東西ドイツ
ドイツ統一前、東西ドイツは東ベルリンとボンにそれぞれ「常駐代表部」（Ständige Vertretung）を置いていた。これらの代表部は「常駐代表」によって運営され、事実上の大使としての役割を果たした。常駐代表部は、1972年の東西ドイツ基本条約第8条に基づいて設立された。

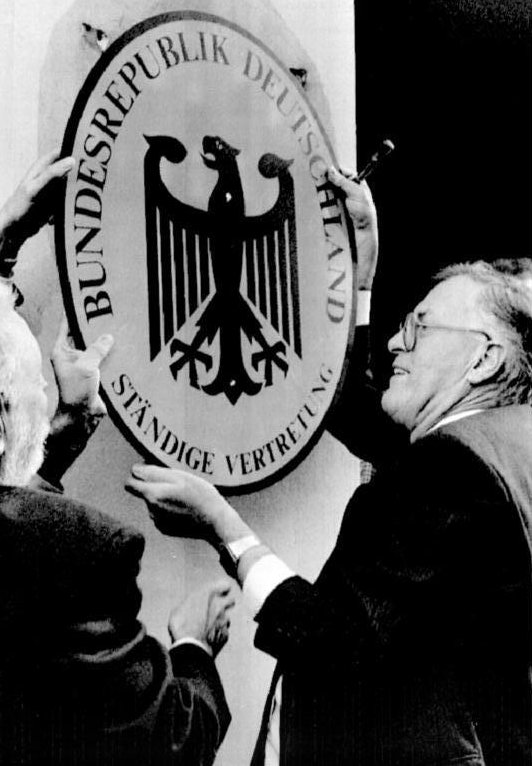
1990年10月2日、ドイツ統一に伴って代表部のビルから徽章を取り外す最後の西ドイツ常駐代表部代表フランツ・ベルテレ

東方外交開始以前、西ドイツは常に全ドイツを代表すると主張しており、これはハルシュタイン原則に反映されていた。このドクトリンは、ドイツ民主共和国（東ドイツ）を認めた国と、連邦共和国が外交関係を樹立または維持しないことを定めていた。また、西ドイツの反対は、インドのように東ドイツが自国の領土に貿易事務所を開設することを許可する国にも及び、ボンはこうした行為を東ベルリンの政府を事実上認めるものと見なしていた。
しかし、東ドイツは西側諸国に非公式の事務所を運営していた。例えばイギリスでは、1959年に「KfA Ltd」、すなわち外務省の外国貿易部門であるカンマー・フュア・アウスヴァールテ（Kammer für Außenhandel）が設立されていた。1970年代初頭には、これはロンドンで事実上の東ドイツ大使館として機能しており、外交官がスタッフとして勤務していた。
1973年以降、西ドイツはもはやドイツ全体に対する排他的権限を主張しなくなったが、それでも東ドイツを「外国」と見なすことはなかった。その代わり、外交関係は外務省を通じてではなく、別に「連邦両独関係省（Bundesministerium für innerdeutsche Beziehungen）」を通じて行われた。この省は、1969年までは「連邦全ドイツ事務省（Bundesministerium für gesamtdeutsche Fragen）」と称した。
これと対照的に、東ドイツは西ドイツを完全に別の国と見なしていたため、東ドイツのボンの外交使節団は西ドイツの連邦首相府に認証されていた一方で、東ドイツの東ベルリンにある西ドイツの外交使節団は、東ドイツの外務省に認証されていた。

### 一方的な独立宣言後のローデシア
1965年の一方的な独立宣言後、ローデシアは1975年までリスボンとロレンソ・マルケス（現在のマプト）に在外使節を維持し、プレトリアには「認定外交代表者（Accredited Diplomatic Representative）」を配置した。ワシントンにあるローデシア情報局（Rhodesian Information Office）は引き続き開設されていたが、その局長であるケン・トウゼイ（Ken Towsey）とそのスタッフは外交特権を剥奪されていた（ローデシアがジンバブエとして独立した後、トウゼイは新しい大使館で臨時代理大使chargé d'affairesとなった）。

1968年に採用されたローデシア国旗。1969年にロンドンのローデシア・ハウスに掲揚された際、違法な象徴として非難された

ローデシア・ハウスとして知られるロンドンの高等弁務官事務所は、1969年に閉鎖されるまで機能を続けた。事務所閉鎖は、国を共和制にするという白人ローデシア人による国民投票の決定を受けてのことであった。同時に、ソールズベリーにある英国残存使節団（British Residual Mission）も閉鎖された。閉鎖前、ローデシア・ハウスの使節団はローデシアの新国旗を掲げて挑発的なジェスチャーを行った。これは、英連邦首相がロンドンでイギリス連邦首相会議に出席するタイミングであった。外務省はこれを違法と見なし、労働党議員のウィリー・ハミルトンはこれを「王室に反逆する違法政府の旗」と非難し、その撤去を求めた。
オーストラリアでは、連邦政府がシドニーにあるローデシア情報センター（Rhodesia Information Centre）を閉鎖しようとした。1973年、ゴフ・ホイットラムの労働党政府はセンターとの郵便および電話のリンクを切断したが、これはオーストラリア高等裁判所によって違法と判定された。また、パリにもオフィスが設立されたが、1977年にフランス政府によって閉鎖された。
同様に、アメリカ合衆国はソールズベリーから総領事を召還し、領事スタッフを削減したが、1970年に共和国宣言が行われるまで領事館を閉鎖することはなかった。一方、南アフリカは独立宣言後も「認定外交代表」を保持し続けた。これにより、事実上の政府であるイアン・スミス政権と取引を行うとともに、ローデシアにおけるイギリスの主権を認め続けることができた。
1975年にポルトガルがソールズベリーの総領事館を領事館レベルに格下げした後、ソールズベリーに残された唯一の外交使節団は自称「南アフリカ外交使節団（South African Diplomatic Mission）」であった。ポルトガルは1970年5月にはソールズベリーから総領事を召還していた。

### ボプタツワナ
ボプタツワナは、南アフリカのアパルトヘイト政策の下で設立された、4つの名目上独立した「ホームランド（バントゥースタン）」の1つであり、他の国から独立した国家として認められたことはなかった。そのため、ボプタツワナはプレトリアとのみ外交関係を有し、プレトリアはその首都ムバマトで大使館を維持していた。しかし、ボプタツワナはロンドンやテルアビブなど、国際的に代表事務所を設立した。

テルアビブの「ボプタツワナ・ハウス」は、南アフリカ以外で唯一「ホームランド」の旗が掲げられた場所であった

1982年、ロンドンのホランド・パークに「ボプタツワナ・ハウス」が開設され、ホームランドの大統領であるルーカス・マンゴーペが出席したが、これに対して反アパルトヘイト運動によるデモが行われた。イギリス政府はマンゴーペに特別な旅券を発行して英国に入国させたが、使節に外交的地位を認めることは拒否した。
1985年、テルアビブに「ボプタツワナ・ハウス」が開設され、ハヤルコン通りの英国大使館の隣の建物に位置していた。イスラエル外務省の反対にもかかわらず、その建物にはボプタツワナ国旗が掲げられた。
アパルトヘイトの終結とボプタツワナの南アフリカへの再統合後、ボプタツワナ政府の所有する施設は新しい南アフリカ政府によって取得され、売却された。

### 英領香港・葡領マカオにおける中国
イギリス統治時代、中国は自国の領土の一部と見なしていた香港に領事館を設立しなかった。しかし、中華人民共和国の共産主義政府とその前身である南京の中華民国政府は、ともに事実上の代表機関を香港に設立していた。
国民政府は1945年に香港に総領事を任命する件についてイギリスと交渉を行ったが、その任命を見送ることに決めた。代わりに、香港での代表者として郭徳華を「香港特派員」に任命した。郭が外交部両広特派員であったことに付加したものである。また、イギリス当局との間で意見の相違も生じた。特に、香港総督アレキサンダー・グランサムは、九龍城寨に「外交部両広特派員公署」のオフィスビルを建設することに反対した。1950年にイギリスが中華人民共和国を承認すると、特派員公署駐香港辦事処は閉鎖され、郭は撤退した。
1956年、中華人民共和国の周恩来首相は香港に代表事務所を開設するよう要請したが、これもグランサム総督に反対された。グランサムは1957年に植民地大臣アラン・レノックス＝ボイドに対し、以下の理由を挙げて反対したと報告した：
a) 親共勢力に「尊敬される雰囲気」を与えること、
b) 香港の華人の士気に「望ましくない影響」を与えること、
c) 英国が植民地から撤退しつつあるという印象を友好的な国々に与えること、
d) 中国代表が自分の職務範囲についての主張を永遠に続けること、
e) 国民党やその他の反共活動の標的となること。
結果として、中華人民共和国は香港で正式な代表機関を置かず、1945年から香港で運営されていた新華通訊社香港支社が非公式な代表機関となった。新華社は正規のニュース機関であるだけでなく、中国共産党の「地下」香港支部である港澳工作委員会（中共港澳工委）の隠れ蓑としても機能していた。また、1985年には香港島、九龍、新界にさらに支部を開設し、その影響力を拡大した。
非公式な地位にもかかわらず、新華社香港支社の幹部には、元国連大使であり外交部副部長を務めた周南のような高官が含まれていた。周は後に香港の将来に関する中英共同声明の交渉を担当した。彼の前任者である許家屯も、香港特別行政区基本法起草委員会の副主席を務めたが、六四天安門事件を受けてアメリカ合衆国に亡命した。
香港返還後、2000年1月18日に新華社香港支社は「中央政府駐香港聯絡辦公室（中聯辦）」となった。
ポルトガル領マカオにおいては、中華人民共和国の非公式な代表機関は南光貿易公司であり、この会社は後に中国南光集団有限公司と称するようになった。南光貿易公司は1949年に設立され、公式にはマカオと中国本土の貿易関係を促進することを目的としていたが、実際にはポルトガルのマカオ政府に対する中華人民共和国の非公式な代表機関および「影の政府」として機能していた。
また、同社は台湾の国民党政府を代表する「中華民国外交部特派員公署」と対抗する役割も果たしていた。特派員公署は1966年の親共派による「一二・三事件」の後に閉鎖され、その後ポルトガル当局はマカオにおける国民党のすべての活動を禁止することに合意した。カーネーション革命後の1976年、ポルトガルはマカオを「ポルトガルによる行政管理下にある中国領」と再定義した。しかし、リスボンが北京と外交関係を樹立したのは1979年になってからであった。
1984年、南光は政治部門と貿易部門に分割された。1987年9月21日には、新華社マカオ支局が設立され、香港の場合と同様に、南光公司に代わって北京の非公式な代表機関となった。1999年のマカオ返還から1か月後の2000年1月18日、この新華社マカオ支局は「中央人民政府駐澳門特別行政区聯絡辦公室」となった。

## 地域

### ケベック

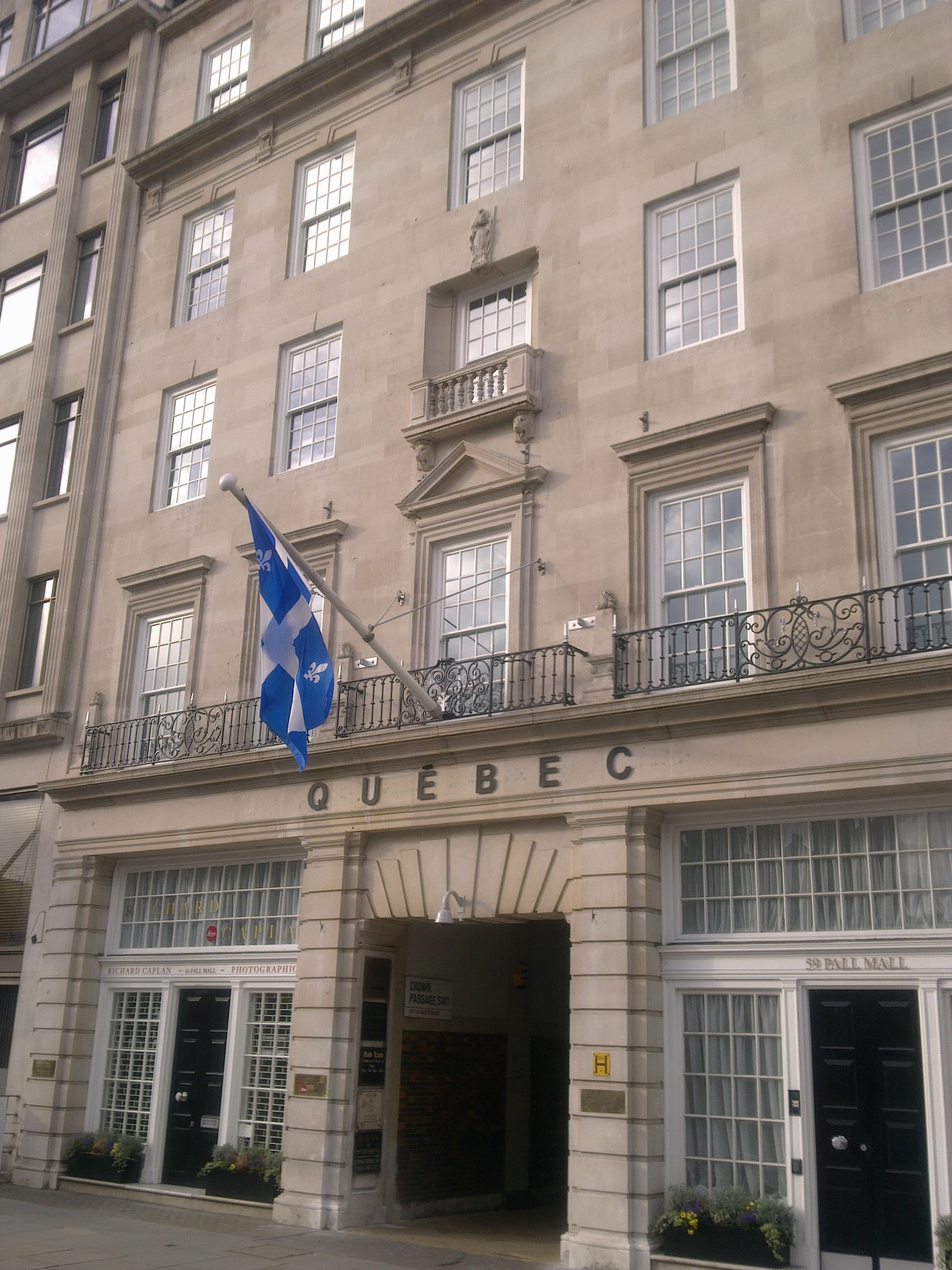
イングランド・ロンドンのペル・メルにあるケベック政府事務所

ケベック政府事務所（Délégations générales du Québec）は、世界各地に設置されているケベック州政府の公式な代表機関である。これらはケベック州国際関係省の監督下にある。
18か国に設置された33の事務所のネットワークは、8つの総代表部、5つの代表部、13の政府事務所、5つの貿易事務所、2つの多国間関係における代表地域で構成されている。

### クルディスタン
イラクのクルディスタン地域政府は、13か国および欧州連合に代表事務所を設置している。

### スコットランド、ウェールズ、北アイルランド
イギリスの3つの権限委譲政府は、それぞれ貿易および文化交流を目的とした独自の代表事務所のネットワークを維持している。スコットランド政府は外務局によって管理される世界中に八つの代表事務所を設置している。ウェールズ政府は12か国にわたり21の代表事務所を設置している。北アイルランド行政府はブリュッセル、北京、ワシントンD.C.に代表事務所を設置している。

### カタルーニャ

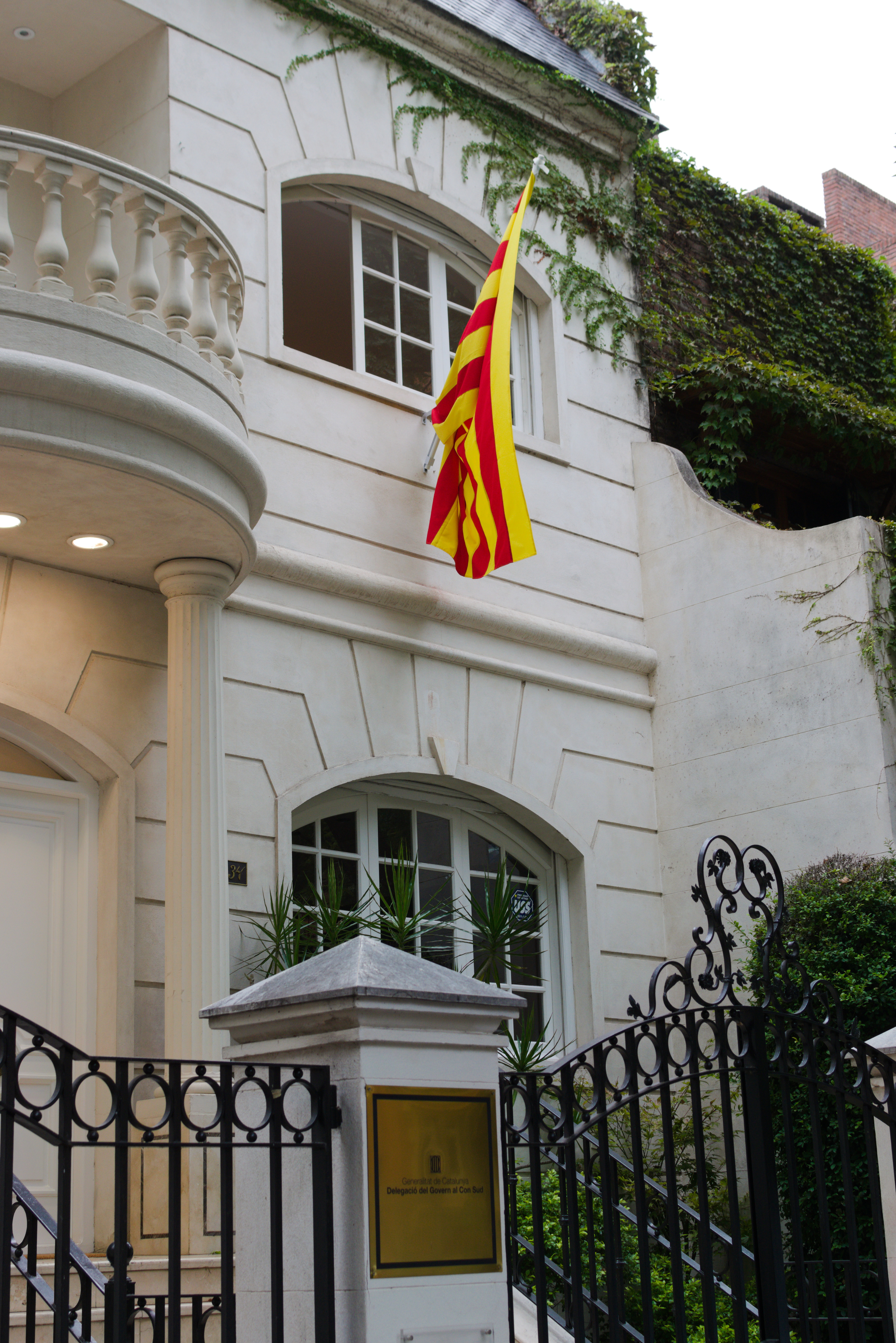
アルゼンチンのブエノスアイレスにあるカタルーニャ政府代表部

2006年にカタルーニャ自治州への権限移譲がさらに進んだことにより、カタルーニャ政府が独自の非外交的な「対外行動」を行うために海外に代表部を設置する権利が認められた。一方で、外交は引き続きスペイン政府の専権事項とされている。現在、カタルーニャの「対外行動・欧州省」は、欧州連合への代表部を含む、カタルーニャ政府の海外代表部を17カ所に設置している。

### モンテネグロ（2006年以前）
2006年に完全独立を達成する以前から、モンテネグロは事実上、ユーゴスラビア連邦共和国およびセルビア・モンテネグロとは独立して独自の外交政策を展開していた。ポドゴリツァには外務省を設置し、海外では事実上の大使館として機能する通商代表部を運営していた。

### タタールスタン
ロシアの連邦構成主体であるタタールスタン共和国は、アゼルバイジャン、トルコ、カザフスタンにおいて全権を与えられた代表部を運営している。

## 従属地域

### コモンウェルス
歴史的に、イギリス植民地では、独立したコモンウェルス諸国はロンドンの高等弁務官事務所とは独立して機能する弁務官事務所によって代表されていた。例えば、カナダ、オーストラリア、ニュージーランドはシンガポールに弁務官事務所を設立していた。一方、インドは1947年の独立に向けてケニア、トリニダード・トバゴ、モーリシャスに弁務官事務所を設立し、これらは独立後に高等弁務官事務所となった。カナダはかつてバミューダに弁務官を派遣していたが、この職はニューヨーク市の総領事によって担当されていた。現在、バミューダには名誉カナダ領事館が存在している。イギリスの従属地域である香港にあったコモンウェルス諸国の弁務官事務所（オーストラリア、カナダ、シンガポールなど）は1997年の返還以降に名前が総領事館に変更されたが、現在も駐華大使館を通さず各国の外務省に直接報告を行っている。

### 南ローデシア

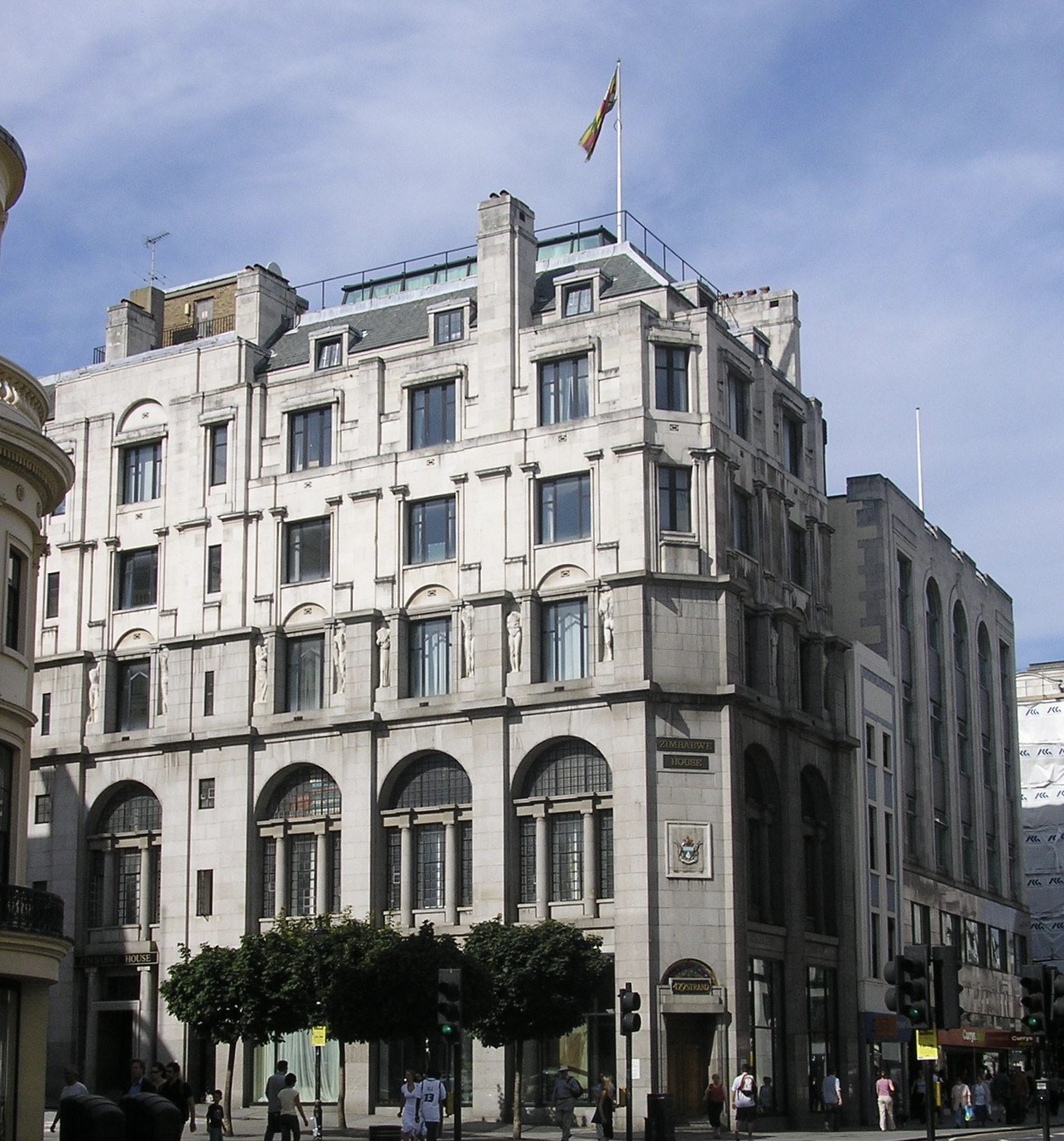
ローデシア・ハウスは、ロンドンにおけるローデシア植民地の高等弁務官事務所であった（2006年撮影）

南ローデシアは、1923年からイギリス植民地の中で唯一、ロンドンに高等弁務官事務所を設置していた。一方、イギリス政府は1951年からソールズベリーに高等弁務官事務所を置いていた。1965年の一方的な独立宣言後、イギリスの高等弁務官が撤退し、ローデシア高等弁務官もロンドンからの退去を要求された。これにより、両高等弁務官事務所は残留代表団（residual missions）に格下げされ、1970年に閉鎖された。
ローデシア自治領は、南アフリカ共和国がソールズベリーに高等弁務官事務所を設置するという決定を受けて、プレトリアに高等弁務官事務所を設立した。南アフリカが1961年にコモンウェルスを脱退すると、この事務所は「南アフリカ外交使節団（South African Diplomatic Mission）」と改名され、高等弁務官は「認定外交代表（Accredited Diplomatic Representative）」となった。ローデシアは、短期間ではあるがローデシア・ニヤサランド連邦の一部として存在していたこともあり、モザンビークのロレンソ・マルケス（現在のマプト）に独自の領事館を設立することができた。さらに、ワシントンD.C.では、イギリス大使館の管轄の下で「ローデシア問題担当大臣（Minister for Rhodesian Affairs）」が活動しており、東京やボンにも代表者を置いていた。
1965年、ローデシア政府は、現在のローデシアという植民地名を使用して、リスボンに独自の代表部を設立しようとした。この代表部は、イギリス大使館とは別に設立され、独自の認定代表者を置くことを目的としていたが、これに対しイギリス政府は抗議し、ハリー・リードマンをイギリス大使館の職員の名目上のメンバーとして扱うべきだと主張した。一方、ポルトガル当局は妥協案を模索し、リードマンを独立した代表者として受け入れる一方で、彼に外交特権を与えないことを提案した。

## 通商代表部

### 南アフリカと近隣諸国
アパルトヘイト時代、南アフリカは外交関係を持たない隣国に通商代表部（trade mission）を設置していた。例えば、ローデシア（現在のジンバブエ）では、同国の独立後、「南アフリカ外交使節団」がソールズベリー（現在のハラレ）に設置されていたが、その後閉鎖された。また、モザンビークのマプトにも1984年に通商代表部が設置された。これは、1975年の独立後に南アフリカ領事館が閉鎖されてから9年後のことだった。
同様に、モーリシャスは南アフリカの商業首都であるヨハネスブルグに通商代表部を設置していた。また、ジンバブエもプレトリアとケープタウンにあった事務所が閉鎖された後、ヨハネスブルグに通商代表部を設置していた。
1994年の多数派支配確立の後、南アフリカは再びコモンウェルスに参加し、完全な外交関係が樹立された。これにより、これらは高等弁務官事務所に昇格した。

### 大韓民国と中華人民共和国
1992年に完全な外交関係が確立される前、大韓民国と中華人民共和国はそれぞれ、北京とソウルに通商代表部を設立していた。これらはそれぞれ、中国国際貿易促進委員会と、韓国貿易投資振興公社（KOTRA）の支援の下で運営されていた。北京の韓国事務所は1991年1月に設立され、同年4月にはソウルに中国事務所が設立された。

## その他の代表団

### コモンウェルス
コモンウェルス諸国は互いに「大使」ではなく「高等弁務官」を交換する。これは主権の不認可や政府間の緊張関係を意味するものではなく、単にこれらの国々の関係が完全に「外国」というものではないということを表す名残に過ぎない。一般的に、高等弁務官は、国家元首への正式な信任状を交付する代わりに、首相間で書簡によってより非公式に任命される。一部のケースでは、高等弁務官が大使よりも「高い」順位を享受するという、プロトコルの微妙な強化が見られることもある。
実務的には、高等弁務官事務所は大使館とまったく同じように機能する。建物のステータスは、政治的および法的な環境の変化を反映するように変更されてきた。例えば、ロンドンのローデシア・ハウスは、当初は南ローデシアの高等弁務官事務所であり、一方的な独立宣言後にはローデシア残留代表団事務所に、さらに法的独立後にはジンバブエの高等弁務官事務所となり、最終的にはコモンウェルス脱退後、ジンバブエの大使館となった。
大使館は、国々がコモンウェルスに加入または再加入する際に高等弁務官事務所に変わることがある（例：パキスタンや南アフリカ）。

### 南アフリカと中華人民共和国
1998年に完全な外交関係が確立される前、南アフリカと中華人民共和国はそれぞれ北京とプレトリアに「文化センター」を設立した。これらはそれぞれ「南アフリカ中国学センター（South African Centre for Chinese Studies）」と「中国南アフリカ学センター（Chinese Centre for South African Studies）」と呼ばれていた。センターは外交タイトル、国旗、または紋章を使用していなかったが、センターの職員は外交パスポートを所持し、外交身分証明書も発行され、車両には外交ナンバープレートが付けられていた。また、ビザ業務や領事サービスも提供していた。

### イスラエルと中華人民共和国
1992年に完全な外交関係が確立される前、イスラエルと中華人民共和国はそれぞれ北京とテルアビブに代表事務所を設立した。イスラエルの事務所は正式には「イスラエル科学・人文アカデミーの連絡事務所」と称しており、1990年6月に開設された。中国は同様に「中国国際旅行社」支社を設立し、これも1990年に開設された。

### アメリカ合衆国
アメリカ合衆国においては、「外交使節団のクーリエ」は、「ウィーン条約に規定された特権および免除を享受する」とされており、これには「その家族」や「使節団構成員」、さらには「使節団自体」も含まれる。これは、ウィーン条約の締約国でない国に対しても適用される。

## 連絡事務所

### ギリシャとマケドニア旧ユーゴスラビア共和国
2019年まで、ギリシャと当時のマケドニア共和国は「連絡事務所」のみを設置しており、ギリシャはスコピエに「ギリシャ共和国連絡事務所」を、マケドニアはアテネに「マケドニア共和国連絡事務所」をそれぞれ開設していた。これは両国間の国名を巡る対立によるものであったが、マケドニア共和国が国名を「北マケドニア」に変更し、ギリシャとの間で合意が成立したことを受けて、両国の外交使節は大使館へと格上げされ、さらに、ビトラのギリシャ代表部とテッサロニキの北マケドニア代表部も総領事館へと格上げされた。

### ベトナムとアメリカ合衆国
1995年1月、ベトナムとアメリカ合衆国は、それぞれワシントンとハノイに「連絡事務所」を設置し、これはベトナム戦争終結後、アメリカが支援した南ベトナムが共産党主導の北ベトナムにより陥落して以来、両国間で初めての外交代表機関となった。同年7月11日、ビル・クリントン大統領は両国間の関係正常化を発表し、翌月には両国の連絡事務所が大使館へと格上げされた。その後、アメリカはホーチミンに総領事館を開設し、ベトナムもカリフォルニア州サンフランシスコに総領事館を開設した。

### 中華人民共和国とアメリカ合衆国

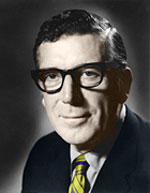
「アメリカ合衆国連絡事務所」最後の代表であり、アメリカ合衆国初代駐華特命全権大使のレナード・ウッドコック

リチャード・ニクソン大統領の訪中に続き、1973年、アメリカ合衆国と中華人民共和国はワシントンおよび北京に「連絡事務所」を開設することで合意した。国務長官ヘンリー・キッシンジャーは、これを「名前以外は大使館そのもの」であると表現した。
アメリカには台湾の中華民国大使館が引き続き存在していたものの、「中華人民共和国連絡事務所」に次第にその存在感を奪われていった。この連絡事務所は大統領令11771号に基づき、アメリカ合衆国に駐在する外交使節団と同様の特権および免除を付与されていた
ジョージ・H・W・ブッシュは、後にロナルド・レーガン政権下で副大統領を務め、1989年から1993年にかけてアメリカ合衆国大統領となった人物であるが、1974年から1975年にかけて北京における「アメリカ合衆国連絡事務所」主任を務めた。最後の主任は元全米自動車労働組合会長のレナード・ウッドコックであり、1979年に米中間で正式な外交関係が樹立されると、アメリカ合衆国の初代駐中国大使に就任した。

### 南北朝鮮
南北共同連絡事務所は、首脳会談の結果、2018年4月27日に北朝鮮の金正恩党委員長と韓国の文在寅大統領が板門店で署名した「板門店宣言」の一環として設立された。この連絡事務所は、南北両国の直接的なコミュニケーションチャンネルを提供していた。しかし、2020年6月16日午後2時50分（現地時間）、事務所は北朝鮮によって爆薬で爆破された。

### 朝鮮民主主義人民共和国と日本
北朝鮮と日本の間に公式な外交関係は存在せず、中華人民共和国の両国大使館を経由しての外交ルートが建設されている。在日本朝鮮人総聯合会は旅券発行業務を代理するなど日本における北朝鮮の事実上の大使館として機能している。

### コソボとセルビア
2013年に署名された「ブリュッセル合意」に基づき、セルビアとコソボの政府は互いの首都に連絡官を配置することに合意した。コソボ政府はベオグラードに代表機関として「コソボ連絡事務所を設置し、同様にセルビア政府はプリシュティナに「セルビア連絡事務所」を置いている。2023年3月に両国が受け入れたEU提案の合意に基づき、両国の連絡事務所は常駐使節団に昇格することとなる。

### ソマリランド
ソマリランド共和国は、短命だったソマリランド国の法的後継者を自認しており、世界中に連絡事務所のネットワークを維持している。また、いくつかの国もソマリランドに代表機関を設置している。

## 利益代表部
二国間で外交関係が断絶された場合、通常その大使館は第三国に引き渡され、その国が「利益代表国」として機能する。利益代表国は、対象国を代表してすべての外交通信を担当する。状況が改善すれば、対立していた国同士は非公式の形で外交官を受け入れることもある。元の大使館は、利益代表国大使館の「利益代表部」と称される。例えば、2015年までは、キューバの利益代表部はキューバ人がスタッフを務め、ワシントンの旧キューバ大使館に所在していたが、正式にはスイス大使館利益代表部として機能していた。